# Øyvind Tveter
Øyvind Tveter (ur. 28 marca 1954 w Larviku) – norweski łyżwiarz szybki.

## Kariera
Największe sukcesy w karierze Øyvind Tveter osiągnął w 1980 roku, kiedy zajął piąte miejsce w biegach na 5000 i 10 000 m podczas igrzysk olimpijskich w Lake Placid. W tym samym roku zajął szóste miejsce na wielobojowych mistrzostwach świata w Heerenveen. W poszczególnych biegach był tam dwunasty na 500 m, trzynasty na 5000 m, piętnasty na 1500 m oraz drugi na dystansie 10 000 m. Zajął ponadto siódme miejsce na rozgrywanych w 1981 roku mistrzostwach świata w Oslo i mistrzostwach Europy w Deventer. Wielokrotnie zdobywał medale mistrzostw Norwegii, w tym złote w maratonie w latach 1990-1991. W 1985 roku zakończył karierę.
Jego brat, Bjørn Tveter, również był panczenistą.